# Teratyn koło Uchań
Teratyn koło Uchań – zlikwidowana wąskotorowa stacja kolejowa w Teratynie, w województwie lubelskim, w Polsce.